# ناتاشا ميشيل
ناتاشا ميشيل (بالفرنسية: Natacha Michel)‏ هي ناقدة أدبية فرنسية، ولدت في 1941.